# Бујаковина (Фоча-Устиколина)
Бујаковина је насељено мјесто у општини Фоча, Федерација Босне и Херцеговине, Босна и Херцеговина.

## Становништво
|             | 2013.      | 1991.         | 1981.         | 1971.         |
| Укупно      | 0 (0,000%) | 129 (100,0%)  | 188 (100,0%)  | 220 (100,0%)  |
| Бошњаци     | –          | 101 (78,29%)1 | 138 (73,40%)1 | 137 (62,27%)1 |
| Срби        | –          | 28 (21,71%)   | 44 (23,40%)   | 82 (37,27%)   |
| Југословени | –          | –             | 6 (3,191%)    | –             |
| Црногорци   | –          | –             | –             | 1 (0,455%)    |

1. 1 На пописима од 1971. до 1991. Бошњаци су пописивани углавном као Муслимани.